# Главы Каменска-Уральского
Список глав города Каменск-Уральский XX—XXI веках.

## 1-й секретарь горкома КПСС
- Панков С. И. (? — июль 1942)
- Матузков Иван Гаврилович (-март 1943 — -январь 1945-)
- Кириллов Сергей Петрович (-1947-)
- Кочнев Леонид Гаврилович (-1950- — -апрель 1951-)
- Гаврилов (-сентябрь 1951-)
- Мачуженко Андрей Иванович (1952—1967)
- Коровин Евгений Александрович (1968 — февраль 1971)
- Жданов Станислав Александрович (февраль 1971 — ~1986)
- Симонов Александр Алексеевич (~1986 — август 1991)
- Гончаров Валентин Сергеевич (август 1991)

## Председатель горсовета и горисполкома

### Председатель горсовета (1917)
- Кесарев Иосиф Иосифович (октябрь 1917 — июль 1918)
- Прокофьев Яков Фёдорович (1918)

### Председатель горисполкома
- Скворцов, Василий Алексеевич (февраль 1917 — ?, 1918) — пред. временного исполкома, волисполкома
- Лиханов, Алексей Алексеевич (1940 — ?)
- Березовский, Гавриил Николаевич (-1947-)
- Долгих, Пётр Алексеевич (-1950-)
- и. о. Щелканов П. С. (-1952-)
- Загайнов, Никандр Васильевич (-1955-)
- Изотов, Михаил Максимович (-1959-)
- Степанов Николай Васильевич (-1963- — −1965-)
- Чиванов, Михаил Фёдорович (1967—1980)

| #                                                 |  | ФИО                                     | Период                      | Партия | Примечание |
| ------------------------------------------------- |  | --------------------------------------- | --------------------------- | ------ | ---------- |
| Председатель горисполкома                         |  |                                         |                             |        |            |
| ?                                                 |  | Симонов Александр Алексеевич 1942 г. р. | 1980 — 1983                 | КПСС   |            |
| ?                                                 |  | Моисеев Анатолий Михайлович ?           | -февраль 1985-              | ?      |            |
| ?                                                 |  | Якимов Виктор Васильевич 1951 г. р.     | декабрь 1988 — декабрь 1991 | ?      |            |
| Председатель городского совета народных депутатов |  |                                         |                             |        |            |
| 1                                                 |  | Полуяхтов Борис Леонидович 1934—2014    | май 1990 — декабрь 1991     | ?      |            |
| 2                                                 |  | Иванов Виктор Викторович ?              | февраль 1992 — октябрь 1993 | ?      |            |

## Глава города
| #            |  | ФИО                                        | Период                         | Партия        | Примечание                                             |
| ------------ |  | ------------------------------------------ | ------------------------------ | ------------- | ------------------------------------------------------ |
| Глава города |  |                                            |                                |               |                                                        |
| 1            |  | Полуяхтов Борис Леонидович 1934—2014       | декабрь 1991 — апрель 1996     | ?             | глава администрации                                    |
| 2            |  | Якимов Виктор Васильевич 1951 г. р.        | апрель 1996 — декабрь 2007     | Единая Россия |                                                        |
| -            |  | и. о. Шмыков Алексей Викторович 1975 г. р. | декабрь 2007 — март 2008       | Единая Россия |                                                        |
| 3            |  | Астахов Михаил Семёнович 1951 г. р.        | 2 марта 2008 — 16 марта 2016   | Единая Россия |                                                        |
| 4            |  | Шмыков Алексей Викторович 1975 г. р.       | 17 марта 2016 — 27 января 2021 | Единая Россия |                                                        |
| 5            |  | Герасимов, Алексей Алексеевич 1975 г. р.   | 10 марта 2021 — н.в.           | Единая Россия | исполняющий обязанности 27 января 2021 — 09 марта 2021 |